# Comuna Denta, Timiș
Denta (germană Denta, Tenta, maghiară Denta) este o comună în județul Timiș, Banat, România, formată din satele Breștea, Denta (reședința), Rovinița Mare și Rovinița Mică.

## Geografie
Este un sat de câmpie, situat în sudul județului Timiș, la circa 40 km sud de municipiul Timișoara și 5 km sud de orașul Deta, pe drumul național DN59 (european E70), care leagă Timișoara de punctul de punctul vamal cu Serbia, Stamora Moravița. Este străbătut de râul Bârzava, canalizat de la Denta până în Serbia. Se învecinează la nord cu Deta, la nord-est cu Rovinița Mare, la est cu Breștea și Rovinița Mică iar la sud cu Stamora Germană.

## Istorie
Când a fost înființată Denta, nu se cunoaște, însă istoriografia presupune că între Deta și Denta, ar fi existat castrul roman Potula, prin care trecea drumul roman care lega Canonia (Vârșeț) de Zurobara (probabil Timișoara). Pe teritoriul satului au fost descoperite mai multe vestigii romane, printre care și o piatră de hotar. Cu toate acestea, prima atestare documentară a Dentei datează din 1241, iar după alte surse din 1322. Conform monografiei întocmite de Caius Pascu, Bela al IV-lea ar fi ridicat aici o cetate la 1241 de apărare. Astfel, după retragerea tătarilor, în zonă existau mai multe cetăți de apărare printre care și Denta. Cert este că la 1322 apare în documente ca aparținând județului Caraș, cu numele Deuch, iar la 1332 apare cu numele Deud.
În secolul XVI, când Banatul era pașalâc turcesc, Denta era o cetatea otomană care aparținea Pașalâcului de Timișoara. Epidemiile de ciumă din secolul XVII au afectat grav și Denta. Învățatul turc Evliya Çelebi amintește de cetatea Denta în 1660. Despre ea spune că este „așezată pe malul Timișului cu întărituri în 4 colțuri. Paza cetății o face un căpitan cu 50 de soldați. Are un depozit militar, o geamie, un restaurant și câteva prăvălii mărunte” și că „în cetate sunt multe grădini roditoare”.
Stăpânirea otomană se încheie în 1716, când prințul Eugeniu de Savoia intră în Timișoara, în consecință trupele turcești se retrag din cetatea Denta, care ajunge astfel sub stăpânirea Imperiului austriac. Atunci Denta avea circa 100 de case. La scut timp, în 1720, încep primele colonizări cu germani (șvabi). Pentru a le asigura serviciul religios, se înființează în 1724 parohia romano-catolică. Astfel, până la izbucnirea războiului austro-turc din 1737, în Denta trăiau 37 de familii de germani. În 1745 se mută aici primele familii de bulgari. În același an începe și construcția canalului Bârzava.
Despre Denta scrie și Francesco Griselini, în scrisoarea a VI-a către Iosif de Sperges, publicată în cunoscuta lucrare „Încercare de istorie politică și naturală a Banatului Timișoarei”. Acesta, aflat în Banat între 1774 - 1776, scrie: „într-o zi în satul Denta din districtul Ciacovei, mă atrase curiozitatea într-un bordei țigănesc. Primul lucru ce văzui fu un tânăr flăcău plin de râie, căruia mama sa îi adusese pe o farfurie de pământ, carnea fiartă a unui mic șarpe ca s-o mănânce. Deoarece pielea reptilei era deja înlăturată nu putui afla de la țigancă, cărei specii aparținea șarpele; după mai multe întrebări, numai atât am putut afla, că acel șarpe nu făcea parte din viperele veninoase. Tot așa se serveau vechii egipteni de carnea șarpelui ca de cel mai bun și sigur leac contra boalei Elefantiasis, care, după descrierea vechilor medici, era cea mai grozavă din toate bolile de piele.”
La 15 februarie 1796 Denta primește dreptul de a ține târguri săptămânale.
Ziua de 18 iunie 1951 a reprezentat o grea lovitură pentru mai multe familii din localitate care au fost deportate în Bărăgan. Regimul comunist instaurat în România și deteriorarea condițiilor de trai au dus la emigrarea, între 1956 - 1996 a unei bune părți a populației.

## Politică
Comuna Denta este administrată de un primar și un consiliu local compus din 13 consilieri. Primarul, Petru Tapanov[*], de la Partidul Social Democrat, este în funcție din iunie 2017. Începând cu alegerile locale din 2024, consiliul local are următoarea componență pe partide politice:
|  | Partid                             | Consilieri | Componența Consiliului | Componența Consiliului | Componența Consiliului | Componența Consiliului | Componența Consiliului | Componența Consiliului |
|  | ---------------------------------- | ---------- | ---------------------- | ---------------------- | ---------------------- | ---------------------- | ---------------------- | ---------------------- |
|  | Partidul Social Democrat           | 6          |                        |                        |                        |                        |                        |                        |
|  | Partidul Național Liberal          | 4          |                        |                        |                        |                        |                        |                        |
|  | Partidul Ecologist Român           | 1          |                        |                        |                        |                        |                        |                        |
|  | Uniunea Bulgară din Banat- România | 1          |                        |                        |                        |                        |                        |                        |
|  | Partidul România Mare              | 1          |                        |                        |                        |                        |                        |                        |

## Demografie
Componența etnică a comunei Denta
     Români (64%)
     Bulgari (13,21%)
     Maghiari (6%)
     Sârbi (3,36%)
     Romi (2,96%)
     Alte etnii (1,64%)
     Necunoscută (8,82%)
Componența confesională a comunei Denta
     Ortodocși (58,11%)
     Romano-catolici (22,5%)
     Penticostali (4,25%)
     Ortodocși sârbi (3,21%)
     Baptiști (2,14%)
     Alte religii (0,5%)
     Necunoscută (9,29%)
Conform recensământului efectuat în 2021, populația comunei Denta se ridică la 2.800 de locuitori, în scădere față de recensământul anterior din 2011, când fuseseră înregistrați 2.982 de locuitori. Majoritatea locuitorilor sunt români (64%), cu minorități de bulgari (13,21%), maghiari (6%), sârbi (3,36%) și romi (2,96%), iar pentru 8,82% nu se cunoaște apartenența etnică. Din punct de vedere confesional, majoritatea locuitorilor sunt ortodocși (58,11%), cu minorități de romano-catolici (22,5%), penticostali (4,25%), ortodocși sârbi (3,21%) și baptiști (2,14%), iar pentru 9,29% nu se cunoaște apartenența confesională.